# FC Phoenix Leipzig
Der FC Phoenix Leipzig (offiziell: Frauenfußball-Club Phoenix Leipzig e. V.) war ein kurzlebiger Frauenfußballverein aus Leipzig. Die Fußballmannschaft stieg 2019 in die Regionalliga Nordost auf und musste 2022 ihren Spielbetrieb in der Liga einstellen.

## Geschichte
Der Verein wurde am 15. Februar 2017 gegründet und wurde nach dem mythologischen Vogel Phönix, der am Ende seines Lebenszyklus verbrennt und aus seiner eigenen Asche heraus neu entsteht, benannt. Nachdem der FFV Leipzig während der Regionalligasaison 2016/17 wegen der Kündigungen der Spielerinnen zum Saisonende den Spielbetrieb einstellte, wechselten viele Spielerinnen des FFV zum FC Phoenix.
Dieser startete in der Saison 2017/18 in der Landesklasse Nord und konnte dort alle 22 Spiele bei einem Torverhältnis von 281:7 gewinnen. Rekordsieg war ein 26:0 beim Leipziger FC 07. Auch in der Landesligasaison 2018/19 ging die Erfolgsserie weiter. Phoenix blieb ungeschlagen, spielte aber am 2. Spieltag gegen den DFC Westsachsen Zwickau erstmals Unentschieden. Als Meister zogen die Leipzigerinnen in die Aufstiegsrunde zur Regionalliga Nordost ein, wo die Mannschaft auf den SC Staaken aus Berlin traf. Das Hinspiel in Staaken wurde mit 0:1 verloren, jedoch gewann Phoenix das Rückspiel mit 3:1 und stieg auf. Darüber hinaus erreichte die Mannschaft das Endspiel um den Sachsenpokal, das gegen RB Leipzig mit 2:3 verloren wurde. Durch den Aufstieg von RB Leipzig in die 2. Bundesliga und der damit verbundenen direkten Teilnahme am DFB-Pokal qualifizierte sich Phoenix als unterlegener Pokalfinalist trotzdem für Wettbewerb.
In der ersten Runde des DFB-Pokal 2020/21 unterlag man dem Ligakonkurrenten 1. FFV Erfurt mit 1:3. Nachdem der Sachsen-Pokal 2021/22 in Folge der COVID-19-Pandemie im Viertelfinale abgesagt worden war, wurde nach einer Auslosung der FC Phoenix Leipzig vom Sächsischen Fußball-Verband als Teilnehmer für den DFB-Pokal 2021/22 gemeldet. Dort traf man in der ersten Runde auf den Erstliga-Absteiger MSV Duisburg und unterlag im heimischen Fortuna-Sportpark mit 0:4.
Ende März 2022 musste sich der Verein, mangels Geld und Spielerinnen nach der Corona-Pause, aus dem Spielbetrieb der Regionalliga Nordost zurückziehen. Auch die zweite Mannschaft und die B-Jugend stellten den Spielbetrieb in den jeweiligen Ligen ein. Nachdem in der Folge die verbliebenen Mitglieder den Verein verlassen hatten, wurde Phoenix Leipzig am 13. Dezember 2022 aus den Vereinsregister gelöscht.

## Persönlichkeiten
- Marlene Ebermann
- Katharina Freitag
- Christin Janitzki
- Angelina Lübcke
- Safi Nyembo
- Jennifer Stammler